# アーチーズ国立公園
アーチーズ国立公園（アーチーズこくりつこうえん、Arches National Park）は、アメリカ合衆国ユタ州モアブ近郊の国立公園。様々な地形に加え、デリケート・アーチ（Delicate Arch）を含む、2,000を超える自然により作られた砂岩のアーチを有している。
面積は309 km²（119平方マイル）に達し、標高が最も高いのはエレファント・ビュート（Elephant Butte）の1,723メートル（5,653フィート）、最も低いのはビジター・センターの1,245メートル（4,085フィート）である。1970年以降、42のアーチが浸食により崩壊した。アーチーズ国立公園の年間平均降雨量は、250ミリ（10インチ）である。
国立公園局によって管理されており、元々は1929年4月12日に国定公園として指定され、1971年11月12日に国立公園に変更されている。
観光客数は、2009年までの10年間で平均82万人、2019年までの10年間で平均133万人であった。

## 公園の目玉

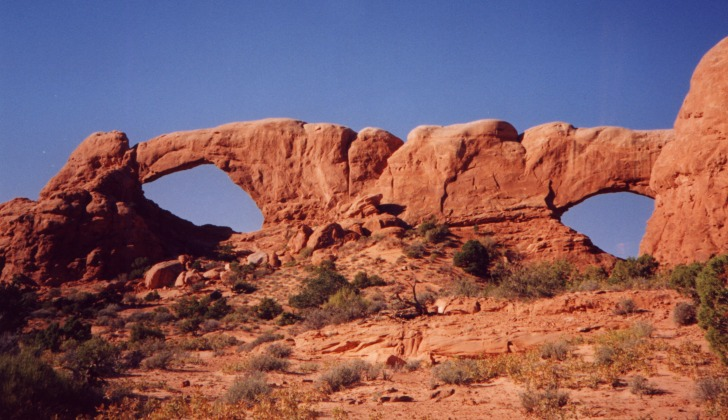
ノース・ウィンドウ・アーチとサウス・ウインドウ・アーチ

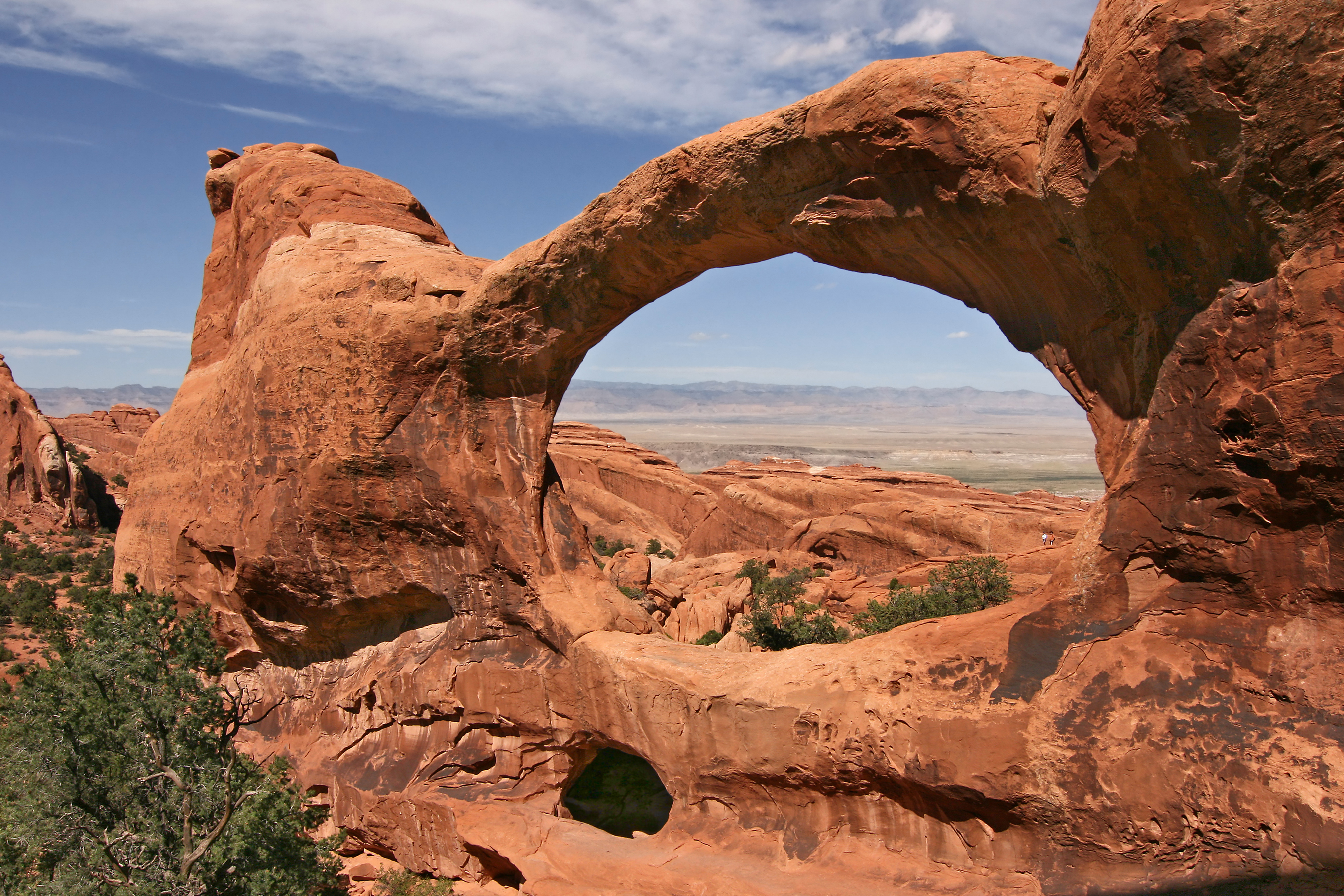
ダブルアーチ

- デリケート・アーチ: 高さ約13 m、幅約10 m。[2]孤立したアーチで、ユタ州のシンボルになっている。
- バランス・ロック（Balanced Rock）: バランスをとっている巨大な岩、スクール・バス3台分の大きさがある。
- ダブル・アーチ（Double Arch）: 一方が他方の上に乗った2つのアーチ
- ランドスケープ・アーチ（Landscape Arch）: 非常に薄く、100 m（300 フィート）を超える長いアーチで公園内最大。
- ファイアリー・ファーネス（Fiery Furnace）: 迷路のような狭い通路と高い岩の柱の地域（聖書の引用、燃え盛る炉参照）
- デビルズ・ガーデン（悪魔の庭）: 尾根沿いに散らばる多くのアーチと柱
- ダーク・エンジェル（暗黒天使）: デビルズ・ガーデン歩道の端にある、ぽつんと立っている黒い石柱
- コートハウス・タワーズ（Courthouse Towers）: 高い石柱群
- ペトリファイド砂丘（Petrified dunes）: この地域を覆っていた古代の湖から吹き飛ばされた砂丘の石化した名残

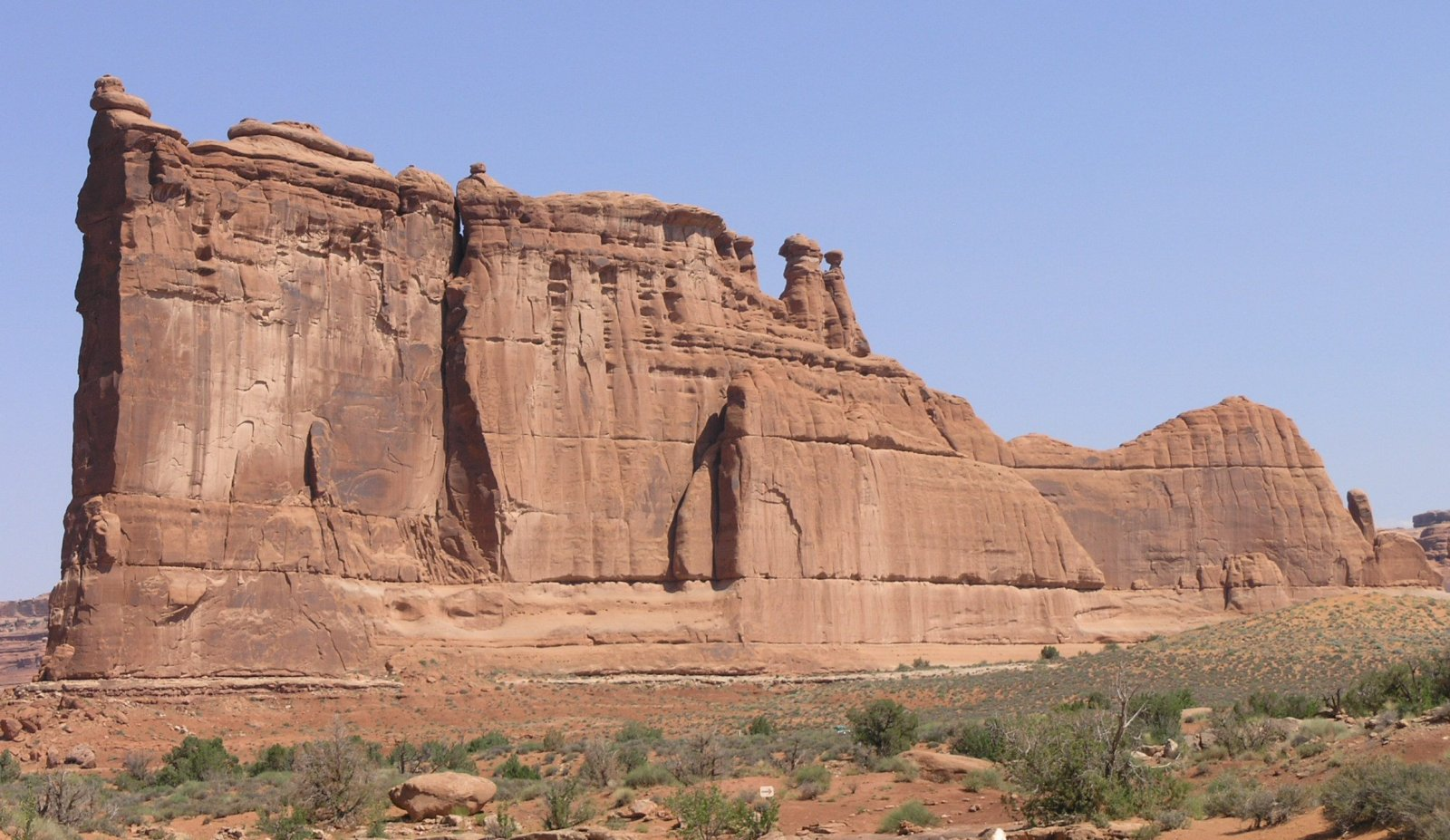
コートハウス・タワーズ地域の大きな薄い板

## 地質

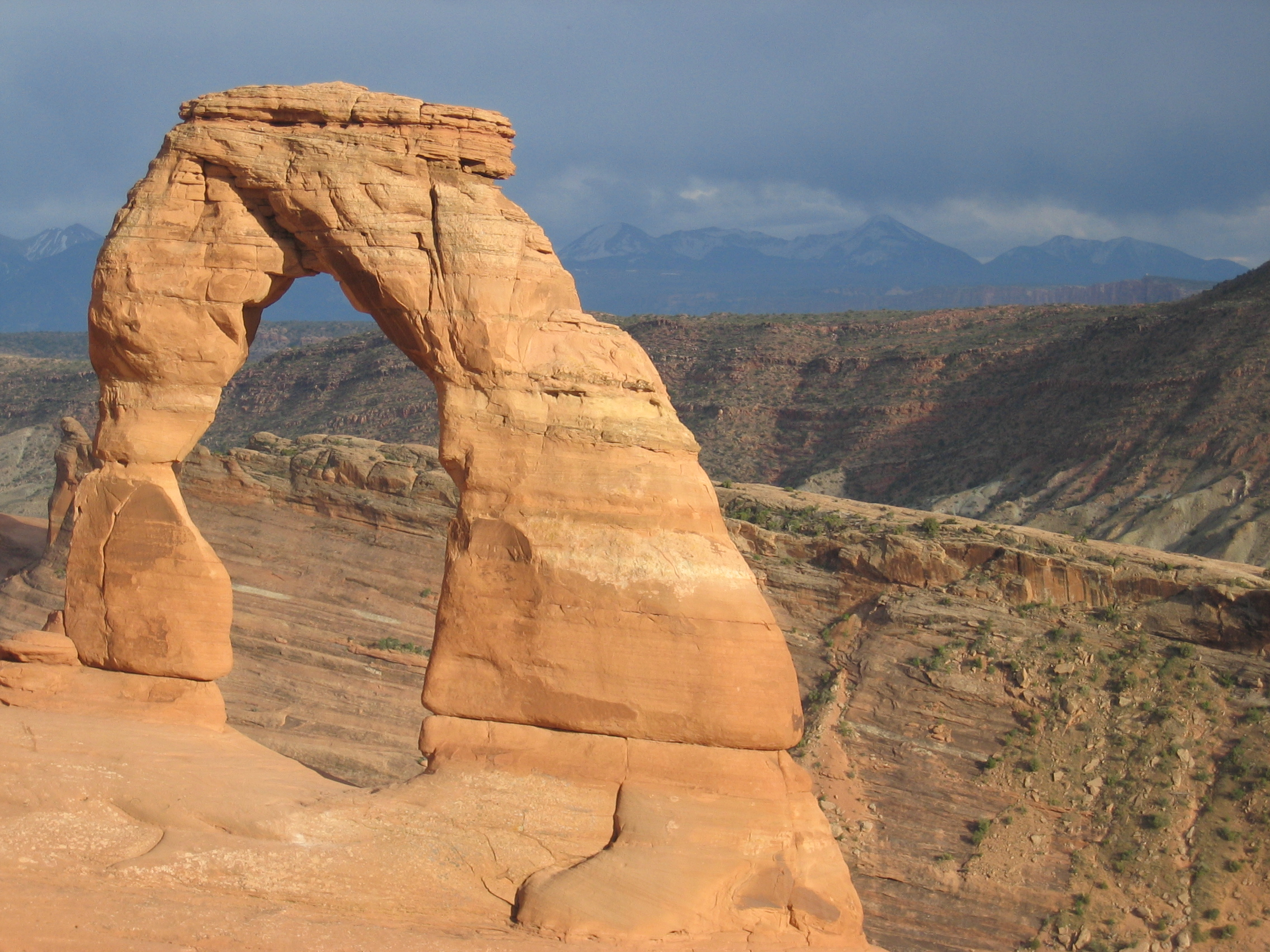
デリケート・アーチ、公園内で最も有名なアーチの1つ

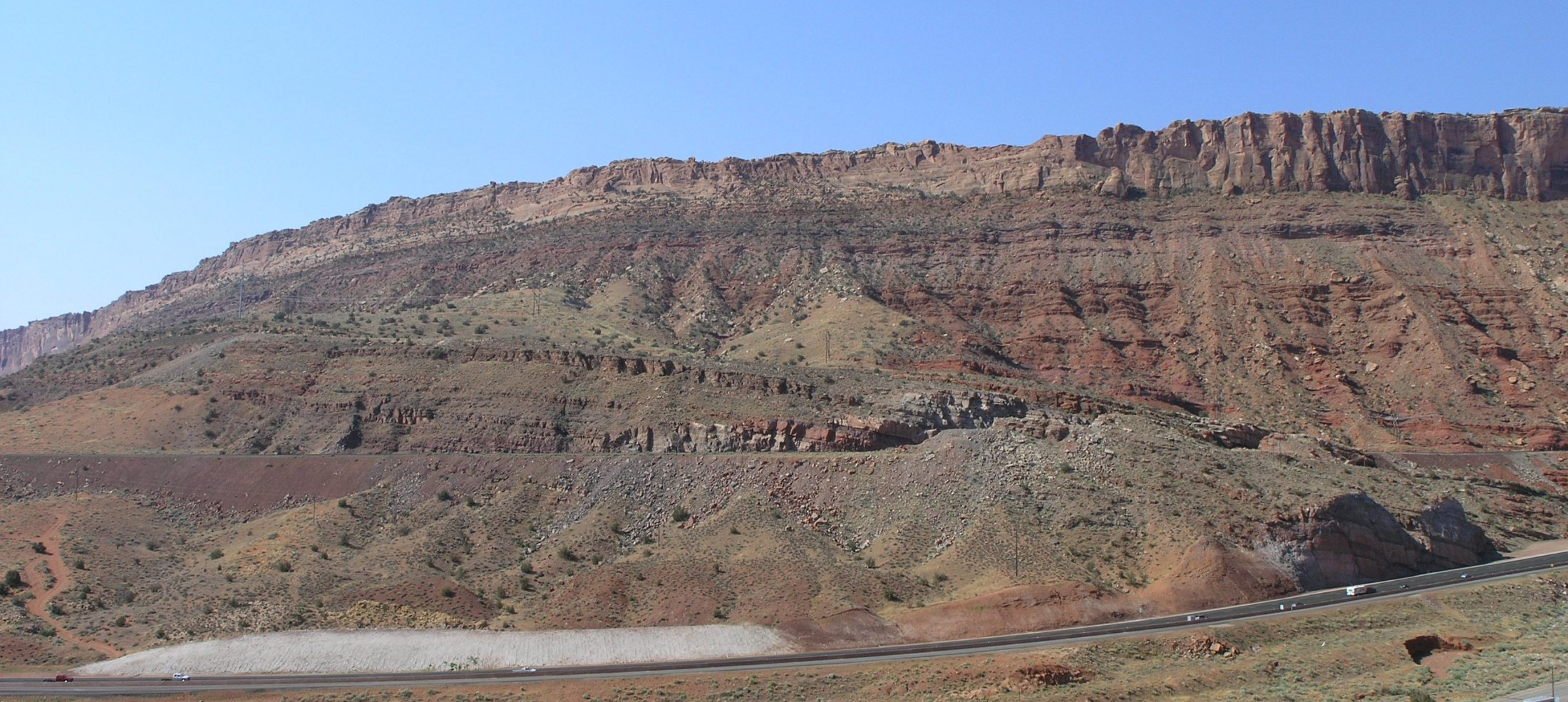
モアブ断層

公園は地下の岩塩層の上にあり、この岩塩層がこの地域におけるアーチと尖塔、バランス岩、砂岩の薄い板、浸食された一枚岩の形成の主たる要因である。所々で数千フィートの厚さに達するこの岩塩層は、かつて海水がこの地に流れ込み、後に蒸発したおよそ3億年前にコロラド高原に堆積した。数百万年にわたり、岩塩層は、洪水、風、間をおいて流れ込んだ大洋からの砕屑物で覆われ、多くの堆積物が加圧され、岩となった。あるときには、この重なり合った地面は厚さ1マイルに達した可能性がある。
加圧された塩は不安定であった。アーチの下の岩塩層はこの厚い岩のふたの重みに耐えきれず、その圧力下で岩塩層は移動し、曲がり、液化し、自身を再配置し、結果として地層を上方に突き破り、岩塩ドームを形成したり、全体が空洞に崩れ落ちたり、所々でほとんどぎりぎりまで折れ曲がったり、断層が出現した。こういった2,500フィートの浸食の結果の1つであるモアブ断層（Moab Fault）がビジター・センターから見られる。
この岩塩の表面下の動きが地表を形成し、地表の浸食が新しい岩石層をはがした。孤立した残滓を除き、今日公園内に見られる主要な地層は、ほとんどのアーチを形成しているサーモン色のエントラーダ砂岩層（Entrada Sandstone）と鈍黄色のナバホ砂岩層（Navajo Sandstone）である。これらの層は公園のいたるところでケーキのように層になって見られる。長い期間をかけて、水が表面の割れ目、節理、これらの層の褶曲部に浸透した。氷が裂罅の中で形成され、大きくなり、周囲の岩に圧力を加え、粉々にした。その後風が緩んだ欠片をきれいに吹き飛ばした。一連の独立して立つ薄い板が残った。風と水が、場合によっては、接合物が崩れ、岩の塊が転がり出るまで、これらの薄い板を襲った。多くの薄い板が倒れた。ちょうど良い硬度とバランスをもつ他の薄い板が、一部分を失いながらも生き残った。これらが著名なアーチとなった。

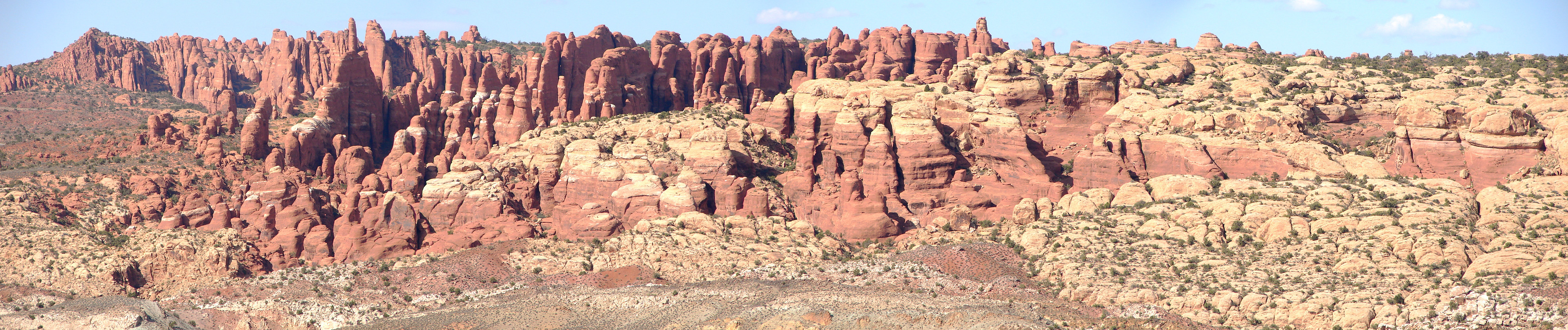
ファイアリー・ファーネスの砂岩の薄板のパノラマ写真

## 歴史

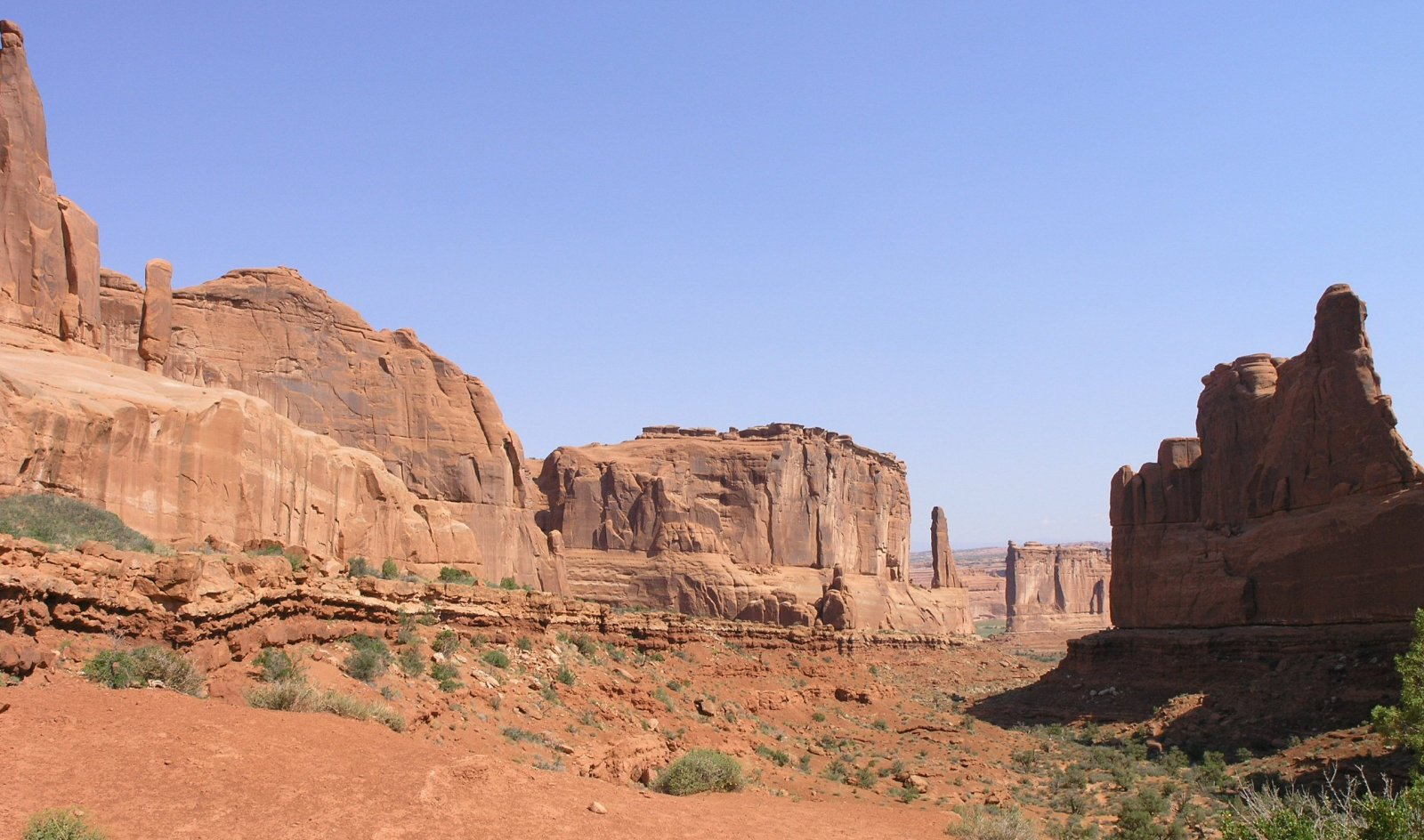
アーチーズ国立公園のパーク・アベニュー

10,000年前の最後の氷期以降、人類がこの地に居住し、フレモント族と古代プエブロ族（Ancient Pueblo People）が約700年前まで居住していた。1775年、スペインの宣教師たちが初めてこの地を訪れた際、ウテ族とパイユート族に遭遇した。この地に入植しようと試みた最初の欧米人は、1855年にやって来たモルモン教のエルク・マウンテン伝道団（Elk Mountain Mission）だったが、すぐにこの地を放棄した。その後、1880年代に牧場主、農民、探鉱者がモアブに隣接する谷に入植した。その際に周囲の岩が織り成す地形が美しいという噂が、観光地となる可能性があるとして入植地を越えて広がった。
アーチーズ地域は、デンバー・アンド・リオグランデ・ウェスタン鉄道（Denver and Rio Grande Western Railroad）の乗客輸送部長であるフランク・A・ウォドレー（Frank A. Wadleigh）によって初めて国立公園局から注目されるようになった。ウォドレーは1923年9月、鉄道写真家のジョージ・L・ビーム（George L. Beam）と共に、ソルト・バレー（Salt Valley）に住むハンガリー出身の探鉱者であるアレクサンダー・リングホッファー（Alexander Ringhoffer）の招待でこの地を訪れた。リングホッファーは鉄道会社へ手紙を書き、彼が前年に2人の息子と義理の息子と共に発見したこの地を、観光地としての展望があるとして関心を引こうとした。彼はこの地を「デビルズ・ガーデン」（今日では「クロンダイク絶壁」（"Klondike Bluffs"）として知られる）と呼んだ。ウォドレーは、リングホッファーに見せられたこの地に感銘を受け、国立公園局長ステファン・T・マーサー（Stephen T. Mather）に国定公園に認定することを提案した。
翌年、国定公園にするという案は、近くのラ・サル山脈（La Sal mountains）の地質を研究していたミシガン大学大学院生ローレンス・M・グールド（Laurence M. Gould）からもさらなる支持を受けた。グールドは、退職した地元の医師J・W・「ドク」・ウィリアムズ（J.W. "Doc" Williams）にこの地を案内されたのである。

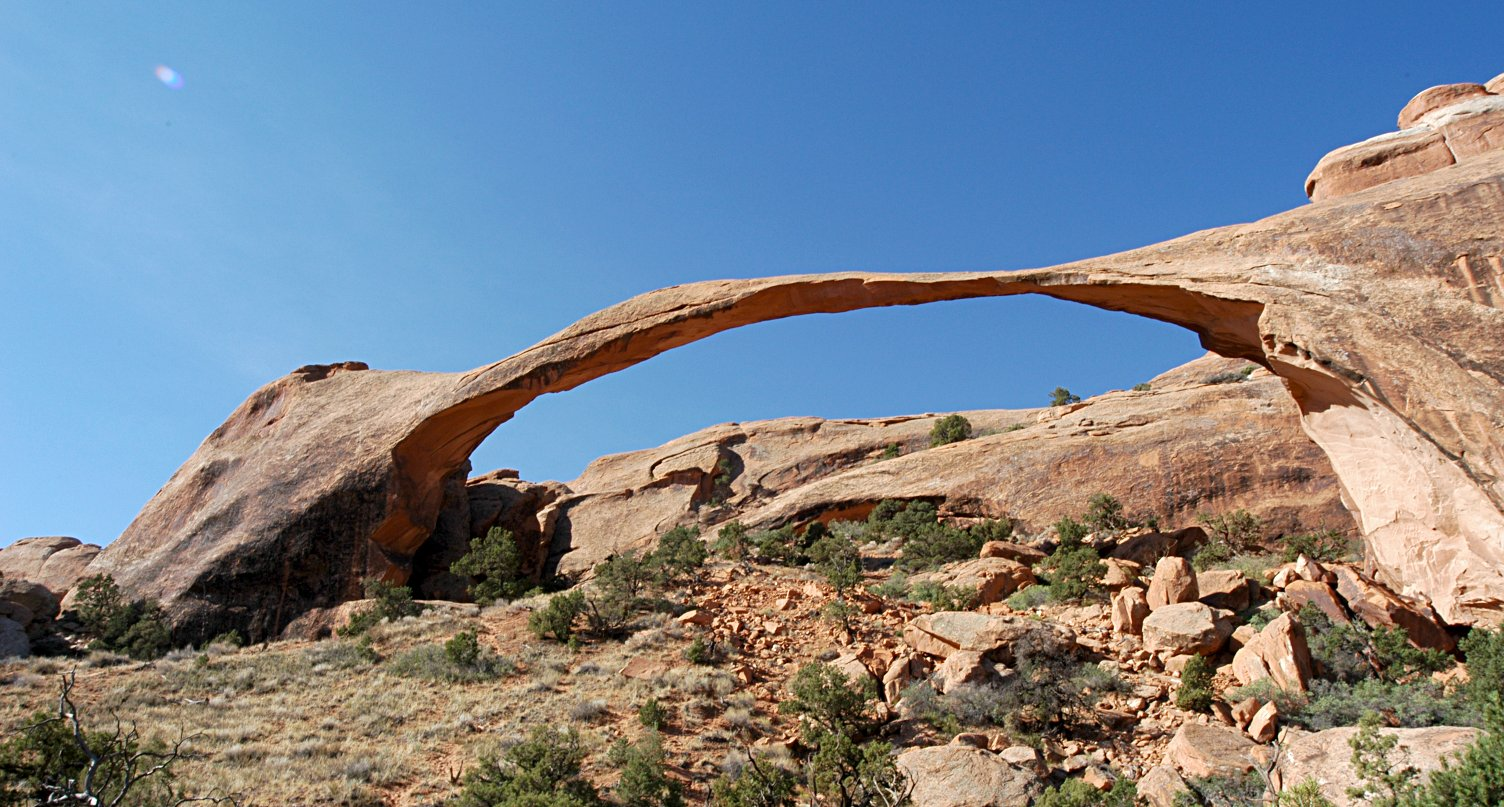
ランドスケープ・アーチ

政府の調査官はこの地域についての研究を続けた。一因は、此処の正確な場所に関する混乱によるものであった。いつしか「デビルズ・ガーデン」の名はソルト・バレーの反対側の場所に置き換えられ、リングホッファーの当初の発見は削除された。一方で、地元では「ウインドウズ」（"The Windows"）として知られていた近くの別の場所が含まれていた。1926年から国立公園局はこの地を国定公園に指定することに賛同していたが、カルビン・クーリッジ大統領の内務省長官は反対した。結局、1929年4月、就任後間もなく、ハーバート・フーヴァー大統領は、比較的小さなつながっていない2つの地区からなるアーチーズ国定公園を設立する大統領布告に署名した。1906年の 遺跡保存法（Antiquities Act）の下で制約を設ける目的は、科学及び教育的価値のため、アーチ、尖塔、バランス岩、その他の砂岩の地形の保護であった。「アーチーズ」という名は、1925年にウインドウズ地区を訪れた、国立公園局の南西部のナショナル・モニュメントの最高責任者フランク・ピンケリー（Frank Pinkely）によって提案された。

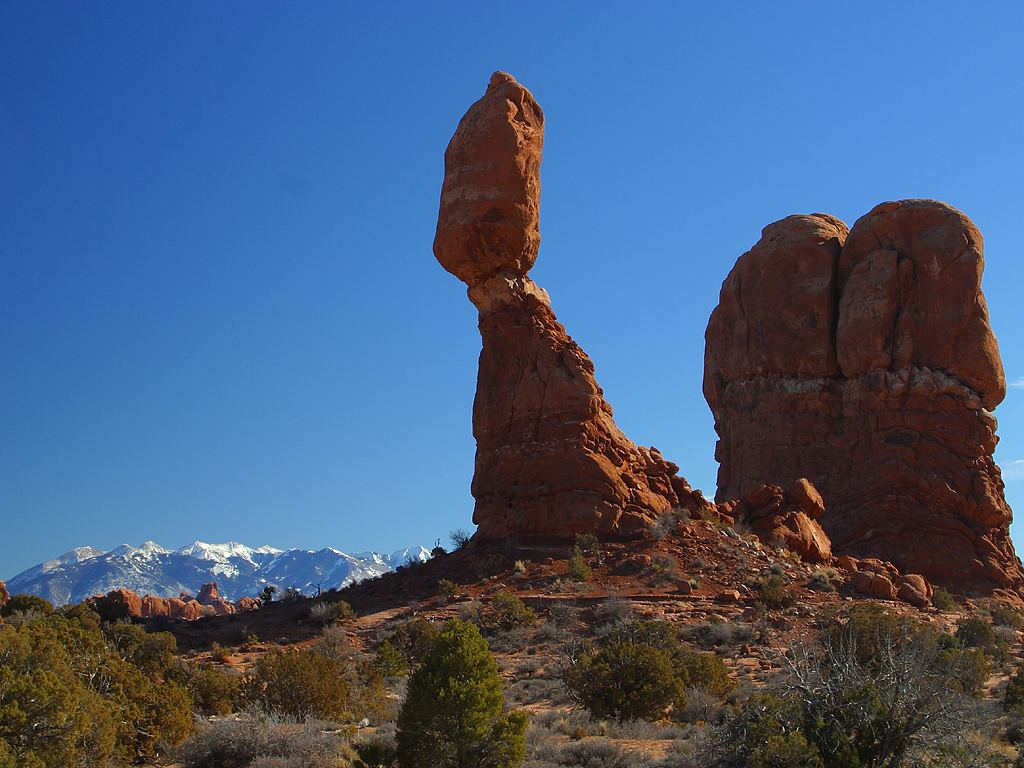
バランス・ロック

1938年後半、フランクリン・ルーズベルト大統領は、さらに風景の良い地形を保護し、観光産業を発展させるための設備開発を認可するため、アーチーズ国定公園を拡張する布告に署名した。1960年、ドワイト・アイゼンハワー大統領は、新しい道路の路線を設定の便宜を図るため、若干の調整を行った。
1969年、リンドン・ジョンソン大統領は退任直前に、アーチーズ国定公園を大きく拡張する布告を行った。
1971年、リチャード・ニクソン大統領は、アーチーズの面積を大幅に縮小するが、国立公園に変更するという議会で成立した法案に署名した。

## レクリエーション活動
公園内で名前のあるアーチに登ることは長い間公園の規則により禁止されてきた。しかし、2006年5月6日、ディーン・ポッター（Dean Potter）が、デリケート・アーチのフリークライミングに成功したことを受け、規則の文言は、公園弁護士によって法的拘束力のないものと考えられた。それに応じて、2006年5月9日、公園側は、規則を以下のとおり改正した。
「米国地質調査所によるアーチーズ国立公園の7.5 分地図上に名前のあるすべてのアーチ又は天然の橋におけるあらゆるロック・クライミング又は同種の行動は禁止する。」 ("All rock climbing or similar activities on any arch or natural bridge named on the United States Geological Survey 7.5 minute topographical maps covering Arches National Park are prohibited.")
公園内のその他のものに登ることは認められているが、規制されている。改正された規則は、また、公園全域でスラックライン（slacklining）を禁止している。認められたレクリエーション活動には、ドライブ、トレッキング、サイクリング、キャンプ、ハイキングがあり、そのうちいくつかは許可が必要である。ガイド付きツアーとレンジャーのプログラムがある。

## 広報
米国の作家エドワード・アビー（Edward Abbey）は、「砂の楽園」（Desert Solitaire）となった日記をつけていた際、アーチーズ国定公園の公園保護官であった。冒険旅行の流行と相俟って、この本の成功はハイカー、マウンテンバイクやオフロードのファンをこの地域に惹きつけた。しかし公園の境界線内での活動は、キャンプ、（定められた歩道沿いの）徒歩でのハイキング、標識のある道路のみでのドライブに制限されている。
映画「インディ・ジョーンズ/最後の聖戦」の冒頭の場面は、この公園で撮影された。

## 生物学
アーチーズ国立公園には以下に示すような多くの野生動物が棲息している。
- スキアシガエル（Spadefoot Toad）
- アメリカカケス
- ハヤブサ
- 多種のスズメ
- アカギツネ
- サバク・オオツノヒツジ（Desert Bighorn Sheep）
- カンガルー・ネズミ（Kangaroo rat）
- ミュールジカ（Mule Deer）
- ピューマ
- ミジェット・フェイディッド・ガラガラヘビ（Midget-Faded Rattlesnake）
- ホソヒゲマガリガ（Yucca Moth）
- 多種の藍藻
- プレーリー・ガラガラヘビ
- セイブクビワトカゲ（Western Collard Lizard）

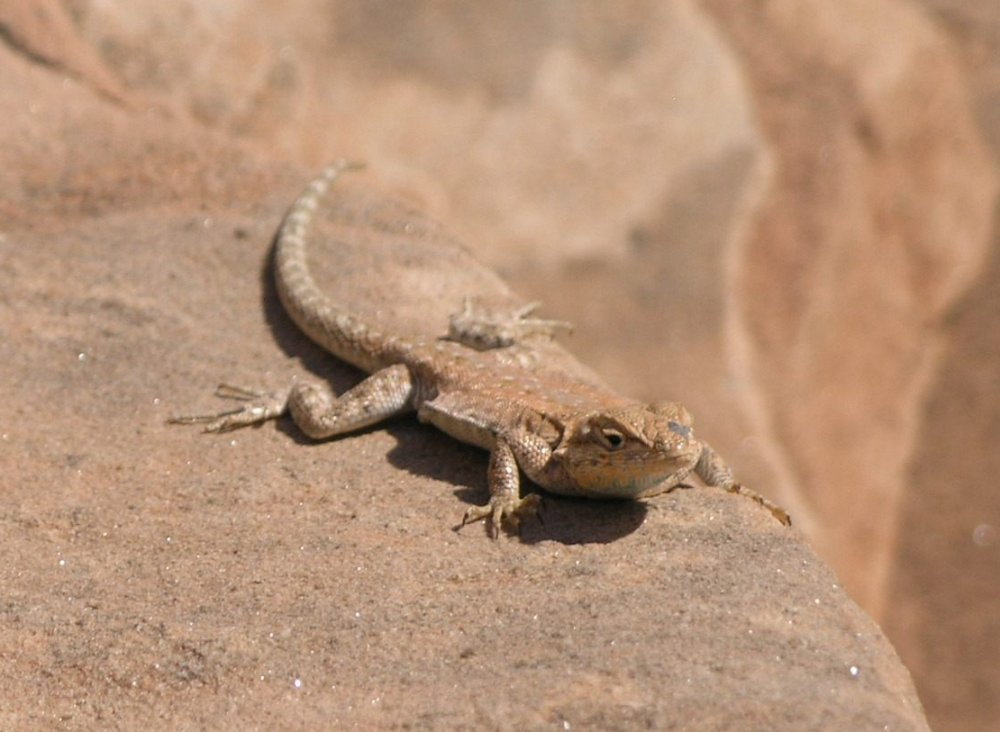
セイブクビワトカゲ

以下のような植物もまた公園の風景を支配している。
- オプンティア
- インディアン・ライスグラス（Indian RiceGrass）
- オオアワガエリ（Bunch Grass）
- ウマノチャヒキ（Cheatgrass）
- 地衣類
- 蘚類
- 苔類
- ユタ・ジュニパー（Utah Juniper）
- エフェドラ・ゲラルディアナ（Morman Tea）
- ブラックブラシ （Blackbrush）
- クリフローズ（Cliffrose）
- フォーウィングド・ソルトブラシ（Four-winged Saltbrush）
- ピニョンマツ（Pinyon pine）
- ヒメノキシス・アコウリス（Stemless woollybase）
- マツヨイグサ
- アブロニア（sand verbena）
- ユッカ
- ケチョウセンアサガオ（Sacred Datura）[4]